# Maria Górecka-Garbalska
Maria Górecka-Garbalska, wyst. też jako Maria Górecka (ur. 11 marca 1918 w Lubartowie, zm. 5 marca 2011 we Wrocławiu) – polska aktorka teatralna.

## Życiorys
W roku 1944 występowała w Teatrze Zrzeszenia Aktorskiego w Lublinie, w latach 1945–48 w Teatrze Miejskim w Lublinie, w latach 1949–61 w Teatrze im. Juliusza Osterwy w Lublinie. Od roku 1961 związana z Wrocławiem. Występowała w Teatrze Rozmaitości,  a potem w Teatrze Współczesnym.

## Wybrane role teatralne[1]
- 1944: Moralność pani Dulskiej (reż. Irena Ładosiówna, Teatr Zrzeszenia Aktorskiego, Lublin)
- 1945: Matura jako Ewa Kron (reż. Gustawa Błońska, Teatr Miejski, Lublin)
- 1945: Artyści jako Sylwia Marco (reż. Karol Borowski, Teatr Miejski, Lublin)
- 1946: Pan Jowialski jako Helena (reż. Gustawa Błońska, Teatr Miejski, Lublin)
- 1947: Maria Stuart jako Paź Marii Stuart (reż. Irena Ładosiówna, Teatr Miejski, Lublin)
- 1947: Świętoszek jako Marianna, reż. Czesław Strzelecki, Teatr Miejski, Lublin)
- 1947: Klub kawalerów jako Marynia (reż. Czesław Strzelecki, Teatr Miejski, Lublin)
- 1948: Gdzie diabeł nie może jako Janka, reż. Czesław Strzelecki, Teatr Miejski, Lublin
- 1949: Chata za wsią jako Aza, reż. Czesław Strzelecki, Teatr Miejski, Lublin
- 1950: Niemcy jako Ruth   reżyseria: Modrzewska Zofia   teatr: Teatr im. Juliusza Osterwy, Lublin
- 1951: Moralność pani Dulskiej jako Juliasiewiczowa   reżyseria: Modrzewska Zofia   teatr: Teatr im. Juliusza Osterwy, Lublin
- 1952: Rodzinka jako Michele, reż. Zofia Modrzewska, Teatr im. Juliusza Osterwy, Lublin
- 1953: Mąż i żona jako Elwira (reż. Stefan Drewicz, Teatr im. Juliusza Osterwy, Lublin)
- 1954:	Fircyk w zalotach jako Podstolina (reż. Jan Maciejowski, Teatr im. Juliusza Osterwy, Lublin)
- 1959: Cezary Baryka jako Księżna (reż. Zdzisław Tobiasz, Teatr im. Juliusza Osterwy, Lublin)
- 1961: Romeo i Julia jako Pani Kapulet (reż. Jerzy Zegalski, Teatr im. Juliusza Osterwy, Lublin)
- 1965: Ania z Zielonego Wzgórza jako Maryla Couthbert (reż. Halina Dzieduszycka, Teatr Rozmaitości, Wrocław)
- 1968: Przedwiośnie jako Matka Baryki (reż. Andrzej Witkowski, Teatr Współczesny im. Edmunda Wiercińskiego, Wrocław)
- 1975:	Białe małżeństwo jako Matka (reż. Kazimierz Braun, Teatr Współczesny im. Edmunda Wiercińskiego, Wrocław)
- 1978: Dziady jako Marcelina (reż. Kazimierz Braun, Teatr Współczesny im. Edmunda Wiercińskiego, Wrocław)
- 1980:	Biesy jako Starucha (reż. Józef Gruda, Teatr Współczesny im. Edmunda Wiercińskiego, Wrocław)
- 1994: Czarownice z Salem jako Rebeka Nurse (reż. Jacek Bunsch, Teatr Współczesny im. Edmunda Wiercińskiego, Wrocław)

## Filmografia
- 1981: Rdza jako matka Heleny[2]

## Odznaczenia
- Srebrny Krzyż Zasługi (1970)
- Krzyż Kawalerski Orderu Odrodzenia Polski (1978)

## Nagrody
- 1957: Nagroda artystyczna miasta Lublina